# جو كارسون
جو كارسون (بالإنجليزية: Joe Carson)‏ (24 نوفمبر 1953 في المملكة المتحدة - ) هو لاعب كرة قدم بريطاني في مركز الدفاع. لعب مع نادي بارتيك ثيسل ونادي دمبرتون ونادي ماذرويل ونادي سترنرير ‏ وفايل أوف ليفن ‏ ونادي اربوراث.